# Румянцев, Константин Яковлевич
Константин Яковлевич Румянцев (1901 — ?) — советский юрист, прокурор, член тройки НКВД по Сталинградской области.

## Биография
Родился в семье ремесленника. После окончания трёхклассной школы в возрасте 10 лет поступил учеником заготовщика обуви к частному предпринимателю Мухину, а затем учеником инструментального отдела фирмы братьев Пастуховых. С 1918 по 1919 трудился сверловщиком по металлу в железнодорожном депо, там же вступил в РКП(б). Затем служил в войсках ВЧК на территории УНРС. После демобилизации в 1922 поступил на годичные межобластные юридические курсы, после окончания которых в 1924 направлен на работу народным судьёй 6-го участка Ростова. В 1926 назначен прокурором Ростовского уезда, в 1928 переведён помощником, затем заместителем окружного прокурора в Ярославль. В 1930 становится прокурором при полномочном председателе ОГПУ в Иваново. В 1934 обучался на высших годичных юридических курсах в Москве. С 1935 по 1941 заместитель, затем прокурор Сталинградской области. В годы Великой Отечественной войны возглавлял прокуратуру Новосибирской области. До ноября 1950 являлся прокурором Казахской ССР. С 1950 до 1955 прокурор Саратовской области. С 1955 работает в прокуратуре РСФСР.

### Звания
- государственный советник юстиции 3-го класса (16 сентября 1943);[2]
- государственный советник юстиции 2-го класса.